# Environnement au Maroc
L'environnement au Maroc est l'environnement (ensemble des éléments - biotiques ou abiotiques - qui entourent un individu ou une espèce et dont certains contribuent directement à subvenir à ses besoins) du pays Maroc, pays d'Afrique. 
Le Maroc dispose d’une façade maritime importante, et la majorité de sa superficie est située en zone montagneuse. Si les trois quarts du pays sont arides à semi-arides, le pays réunit sur son territoire toutes les formes du climat méditerranéen. La diversité des milieux entraine une biodiversité importante. 
Celle-ci subit néanmoins l'impact de l'activité humaine, liée à la population, de plus de 34 millions d'habitants, et à l'activité touristique. L'élevage et la pêche sont très développés. Le manque d'eau est une problématique importante pour le développement de l'agriculture, et l'autosuffisance alimentaire en céréales n'est pas atteinte.
La pollution de l'air est importante dans les villes, et, si les énergies renouvelables se développent, le pays reste très dépendant aux énergies fossiles, contribuant ainsi aux émissions mondiales de gaz à effet de serre.

## La biodiversité du Maroc

### Géographie physique et principaux milieux naturels

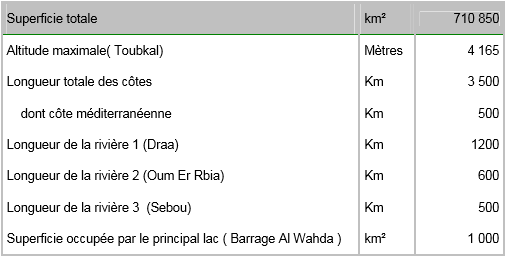

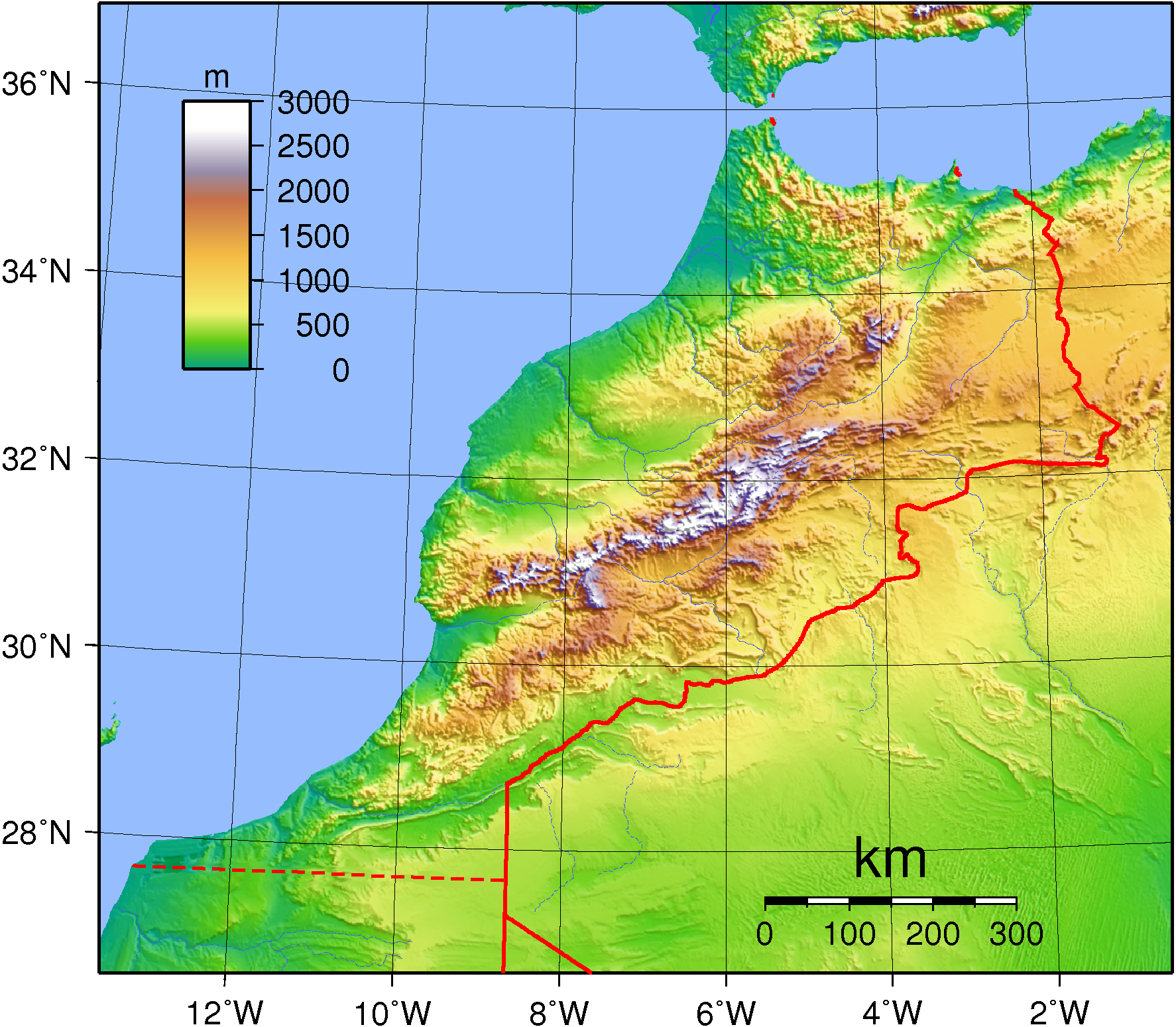
Carte topographique du pays

Les caractéristiques géographiques du pays ont une importance majeure pour la signification de l’ensemble des statistiques notamment les statistiques environnementales. Ces dernières concernent souvent des éléments du territoire dont les caractéristiques permettent de relativiser les phénomènes exerçant des pressions sur l’environnement.
Situé à l’extrémité Nord-Ouest du continent africain, le Maroc dispose d’une façade maritime s’étendant sur environ 3 500 km, s’ouvrant sur la Méditerranée au nord, avec une côte d’environ 500 km, et sur l’océan atlantique à l’ouest avec une côte d’environ 3 000 km. La côte méditerranéenne est riche en sites naturels et paysages. La côte atlantique le plus important réseau hydrographique puisque les plus grandes rivières se déversent dans l’océan atlantique.
Le Maroc est délimité à l’est par l’Algérie et au sud par la Mauritanie. Au sud du Maroc se trouve le Sahara occidental. La superficie du Maroc atteint 710 850 km2, dont une grande partie (plus des deux-tiers) est couverte de zones montagneuses. Le Rif, le moyen et le haut Atlas, principales chaînes de montagnes au Maroc, atteignent des hauteurs qui varient entre 2 000 à plus de 4 000 m. Le point culminant, le Toubkal, situé dans le haut Atlas, atteint 4 165 m.
Les conditions climatiques sont relativement difficiles (les trois quarts du pays sont arides à semi-arides). Le pays réunit sur son territoire toutes les formes du climat méditerranéen, avec une saison sèche et chaude doublée d'une saison froide et humide, la fin de la période chaude étant marquée par les pluies d'octobre. La présence de la mer atténue les écarts de température, tempère les saisons et accroît l'humidité de l'air (400 à 1000 mm de pluies sur le littoral).
On trouve des écorégions terrestres, d'eau douce et maritimes : Forêts de conifères tempérées, Forêts, bois et broussailles méditerranéens, Prairies et broussailles de montagnes, Déserts et broussailles xérophytes, Mer d'Alboran.

### Faune et flore marocaine

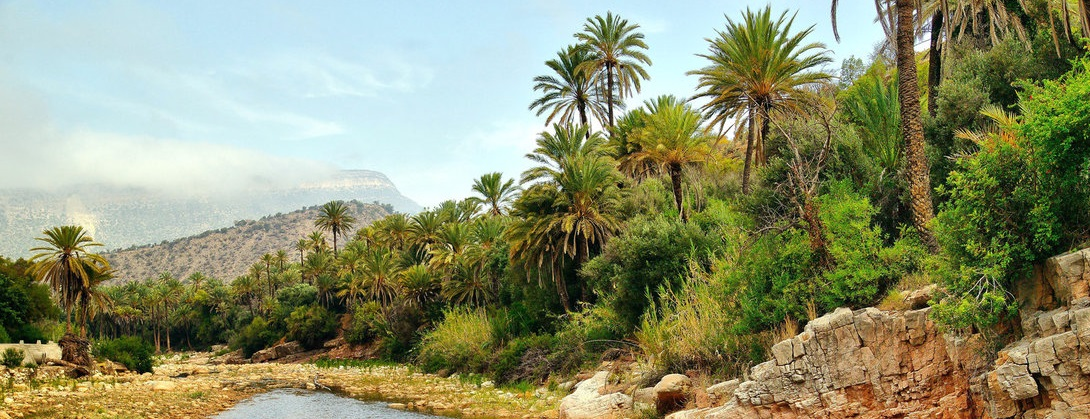
Oasis au Maroc

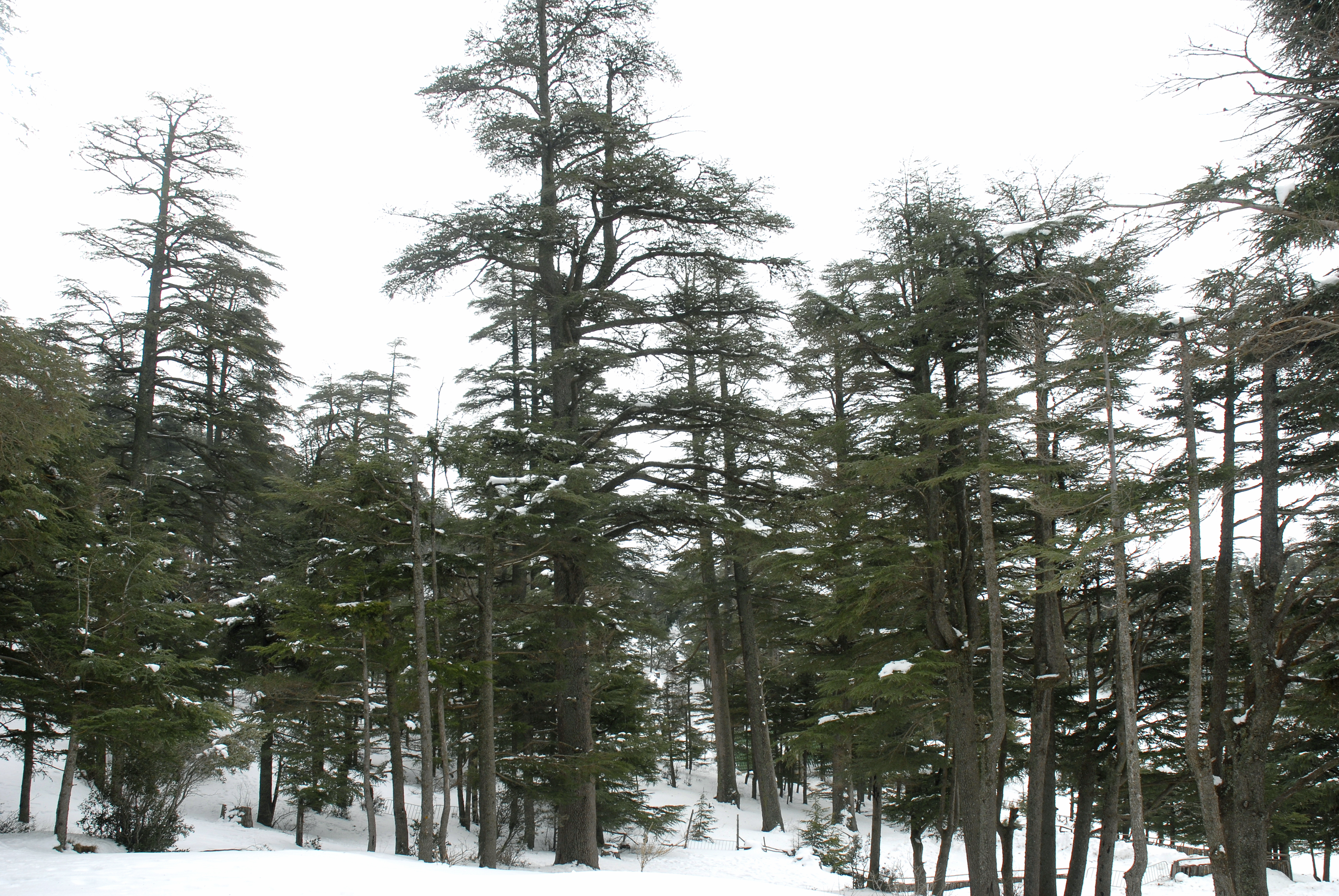
Cédraie, région d'Ifrane.

#### Flore
Plus de 4 500 espèces configurent la flore marocaine. Les variations du climat et du relief sont des éléments fondamentaux pour expliquer une telle richesse florale. L'intérêt botanique du Maroc est intense et on citera seulement les 2 500 000 hectares de forêt qui contiennent des cèdres, des palmiers, des thuyas, des dattiers, des amandiers, des figuiers, des oliviers, des acacias, des fruitiers, des chênes-verts, des chênes-lièges, des pins, l'eucalyptus, des arbousiers, l'alfa et l'endémique arganier, dont le Maroc et le seul pays au monde à disposer de cette espèce et qui est inscrite au patrimoine mondial de l'Unesco. La forêt représente environ 15 % de la surface totale.

#### Faune
La diversité de la faune est en principe un véritable trésor. Parmi quelques espèces exceptionnelles, on peut citer :
- Chez les oiseaux, les échassiers, l'aigrette garzette, la Courvite isabelle, le flamant rose, le vautour percnoptère, l'aigle royal. Les oiseaux sont encore relativement très présents avec une grande diversité d'espèces, bien que l'Autruche à cou rouge, par exemple, ait été totalement exterminée, ainsi au Sahara que l'Outarde houbara.
- Chez les mammifères, 
  - le cerf de Barbarie, l'écureuil de Barbarie, le dromadaire, le fennec...
  - Le chacal doré est menacé ; il a disparu de régions entières. Au Maroc, on le confond avec le loup qui n'existe pas en Afrique. La hyène rayée est en voie rapide d'extinction. Le renard de Rüppell est très rare ; le renard roux est également présent. Le Lynx caracal est menacé d'extinction, ainsi que le serval.
  - La panthère est menacée d'extinction immédiate dans l'indifférence totale. Un individu a été tué il y a trois ans dans le Haut Atlas par un braconnier.
  - Le guépard, menacé d'extinction, il est extrêmement rare, des individus survivraient à la frontière maroco-algériennes .
  - Les gazelle dorcas et gazelle de Cuvier, en raréfaction.
  - Le magot (Macaque de Barbarie), menacé par la mort lente de la cédraie et les captures par les trafiquants.
  - Le lion de l'Atlas a disparu (exterminé) à l'état sauvage, le dernier en 1943. Il en existe toutefois bien que potentiellement mélangés avec la sous-espèces d'Afrique sud-saharienne environ 90 dans différents zoos du monde dont 35 au zoo de Rabat[1].
  - Au niveau de la vie marine, on observe le dauphin.
- Chez les reptiles, 
  - la sous-espèce du cobra d'Égypte, Naja haje legionis ou cobra d'Afrique du Nord s'est considérablement raréfiée et a disparu de régions entières, victime des spectacles hérités des temps barbares sévissant encore dans certains hôtels d'Agadir et d'ailleurs, et sur la place Djemaa-El-Fna de Marrakech au soi-disant profit des touristes. On trouve de nombreuses couleuvres et quelques vipères. Au Maroc, contrairement aux préjugés locaux, la majorité des serpents sont inoffensifs (17 espèces sur 25) et les quelques espèces de serpents venimeux existantes n'attaquent jamais et sont moins répandues. Il existe également une espèce de tout petit boa fouisseur, Eryx jaculus.
  - Un assez grand nombre d'espèces de lézards sont présentes au Maroc, dont un pourcentage important d'endémiques.
- Parmi les Arthropodes, 
  - le Maroc compte une trentaine d'espèces de scorpions (de nouvelles espèces sont presque chaque année identifiées au Maroc), dont une ou deux seulement sont potentiellement dangereuses pour l'homme (par ex. Androctonus mauritanicus), notamment pour les petits enfants. Toutefois, un scorpion n'attaque presque jamais.
  - Les insectes et araignées sont également nombreux.
- Une diversité de poissons est présente : poissons de mer (dont les requins...) et poissons d'eau douce. Différents poissons ont été introduits dans les lacs des barrages du pays : brochets, sandres, gardons, perches[2]...

Des gravures récemment découvertes dans des grottes près de Ouarzazate indiquent que des crocodiles, des léopards et des éléphants vivaient dans ces lieux avant leur extinction naturelle ou leur extermination par l'homme. Des gravures similaires existent également dans tout le Sahara. 
Nombreuses sont les espèces menacées. Elles sont victimes de l'ignorance, de la cruauté des braconniers et de l'irresponsabilité en matière d'écologie.
Il reste de 10 000 à 12 000 singes magots au Maroc. En 1975, ils étaient 17 000 pour la seule région du Moyen Atlas où l’on en compte désormais moins de 5 000.
L’Union internationale pour la conservation de la nature (IUCN) indique que « près de la moitié des espèces d’oiseaux est menacée » au Maroc.

## Impacts sur les milieux naturels

### Activités humaines

#### Agriculture et exploitation forestière

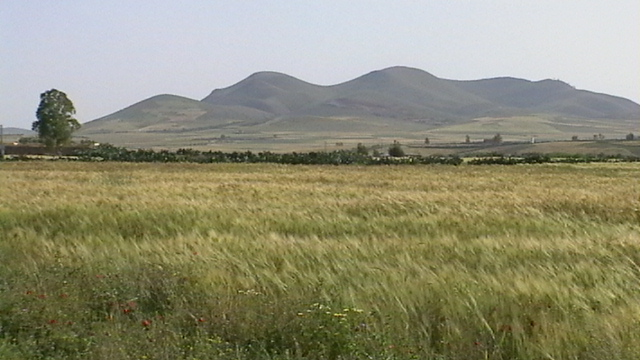
Plaine des Doukkala

L’agriculture, pilier de l’économie, représente 31 % de l’emploi et 12 % du PIB. 
Des plaines fertiles permettent la culture de plusieurs végétaux. Dans la plaine du Gharb, on trouve des champs de betteraves sucrières, de riz, de cannes à sucre et de tabac. Les céréales d’automne (blé tendre, blé dur et orge) occupent 5 millions d’hectares en moyenne, soit plus de 55 % de la SAU du pays. Malgré l’importance des surfaces cultivées, en raison de leur faible productivité, la production nationale de céréales ne couvre pas les besoins du pays, même lors des bonnes années.
En 2001, le Maroc produisait 1,4 % de la production mondiale d'huile d'olive, avec une production annuelle de 35 000 tonnes. A cette date, la moitié de la superficie arboricole sur le plan national, soit 440 000 ha, est destinée à l’oléiculture et se concentre principalement dans la région de Fès. Cette région comprend les principales huileries et les rejets en margines (mélange d'huile et d'eau) de ces usines dans l'Oued Sebou causent de graves problèmes environnementaux. Les eaux polluées affectent la production d'eau potable des stations de traitement situées en aval des huileries.
Dans la forêt de Maâmora, on fait l'exploitation de chênes-lièges et d'eucalyptus.
Le manque d'eau, mais aussi la grande variabilité des débits, représentent un grand problème pour le Maroc, notamment pour l'agriculture (irriguée ou non)... En 2024, le pompage du fleuve Oum Errabiâ est prohibé, tout comme l’irrigation à partir du barrage, empêchant d'arroser les oliviers et conduisant certains à abandonner l'agriculture. 
Le Maroc, du fait de ses caractéristiques physiques et climatiques, est un pays propice au développement du pastoralisme et de l’élevage ovin. Avec 19 millions de têtes en 2012, il se situe au 12e rang mondial en termes d’effectif. La production laitière a doublé entre 2002 et 2012 où elle a atteint 2,5 milliards de litres.

#### Chasse, pêche et braconnage

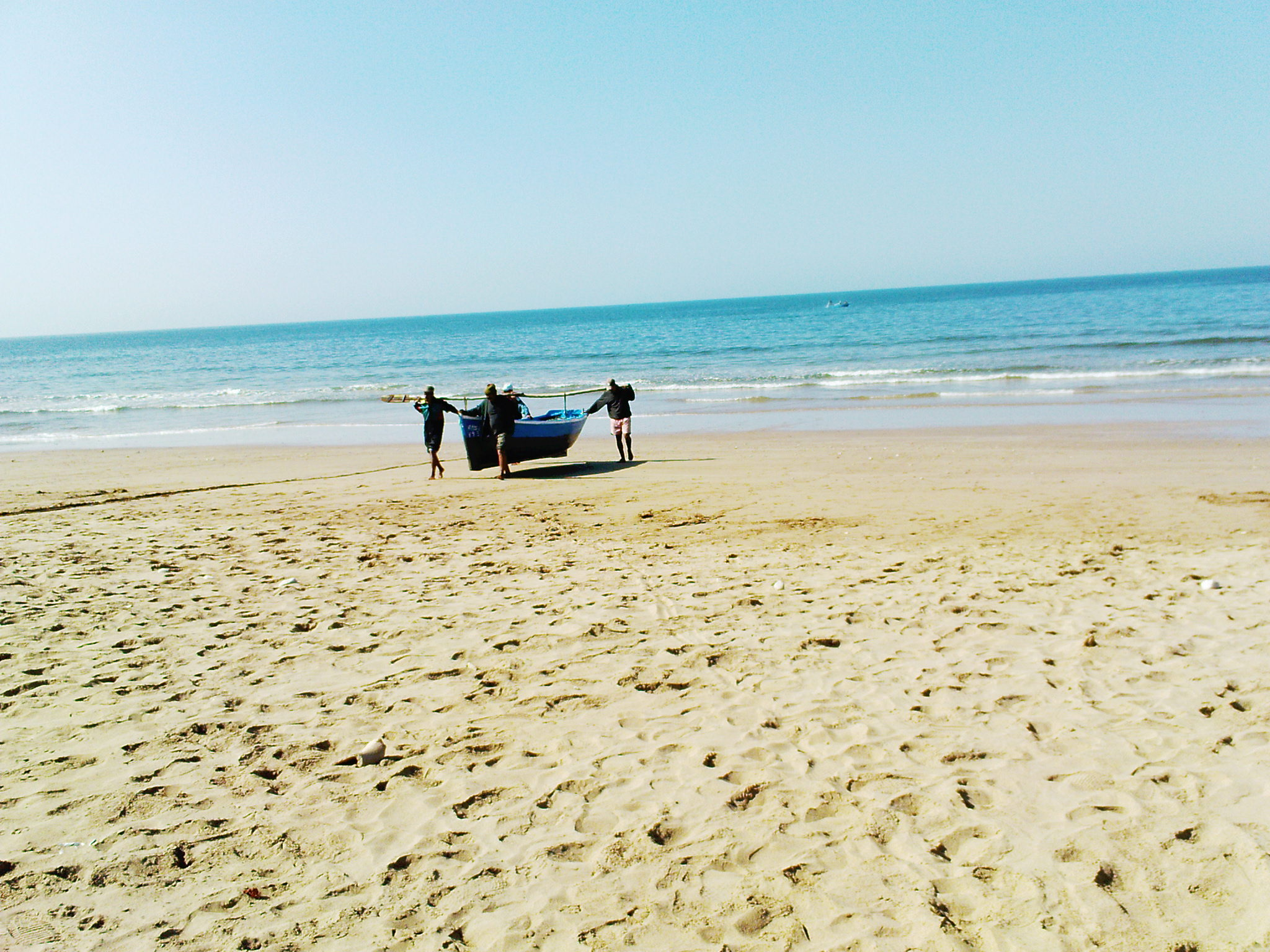
Pécheurs marocains revenant de l'Océan

Avec 3 500 kilomètres de côtes (dont 2900 sur l’Atlantique), les eaux marocaines sont réputées parmi les plus poissonneuses au monde. La production nationale des produits de la mer atteint 890 756 tonnes en 2007, ce qui rend le Maroc l'un des plus importants producteurs et exportateurs des produits de la mer en Afrique et dans le monde arabe.
Le thon rouge, poisson courant dans les eaux marocaines, méditerranéennes et atlantiques, est menacé d’extinction en raison de la surpêche industrielle.

#### Transports

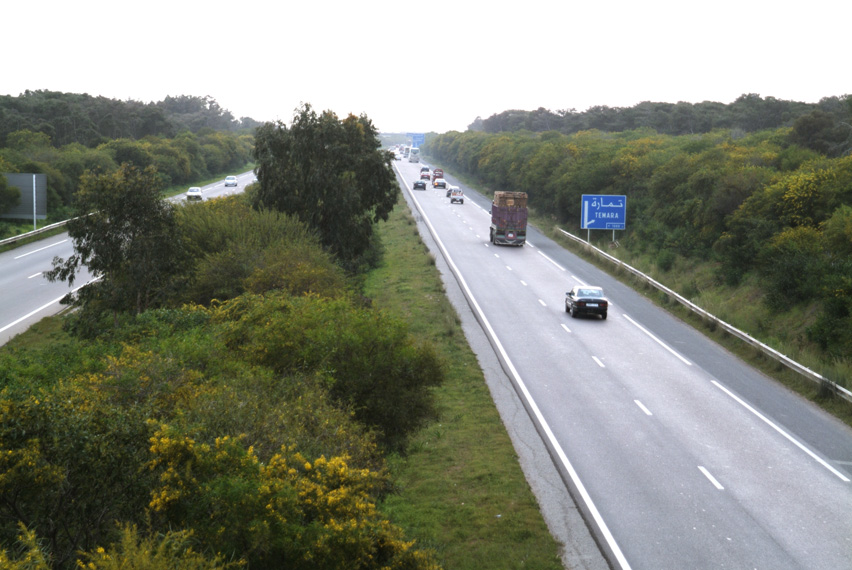
Autoroute A3 Rabat-Casablanca en 2008

D’après le décret no 2-83-620 du 1er février 1990, le réseau routier marocain géré par le Ministère de l’Equipement, du Transport et de la Logistique est classé en quatre catégories: autoroutes, routes nationales (R.N), routes régionales (R.R) et routes provinciales (R.P). Ce réseau routier totalise un linéaire de 57 334 km réparti comme suit :

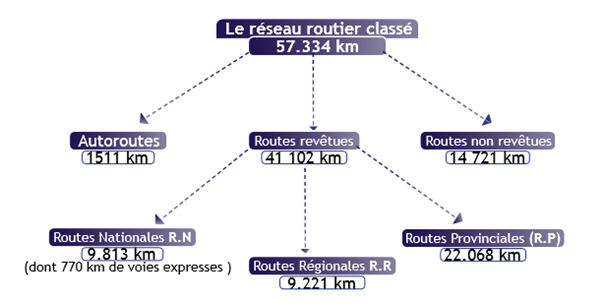
Répartition par catégorie des routes

### Énergie et pression sur les ressources non renouvelables

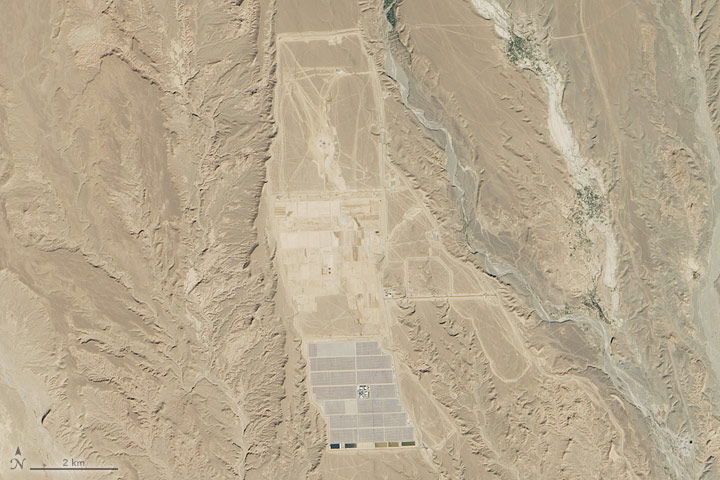
La Centrale solaire Noor I à Ouarzazate en décembre 2015, peu avant son inauguration (NASA).

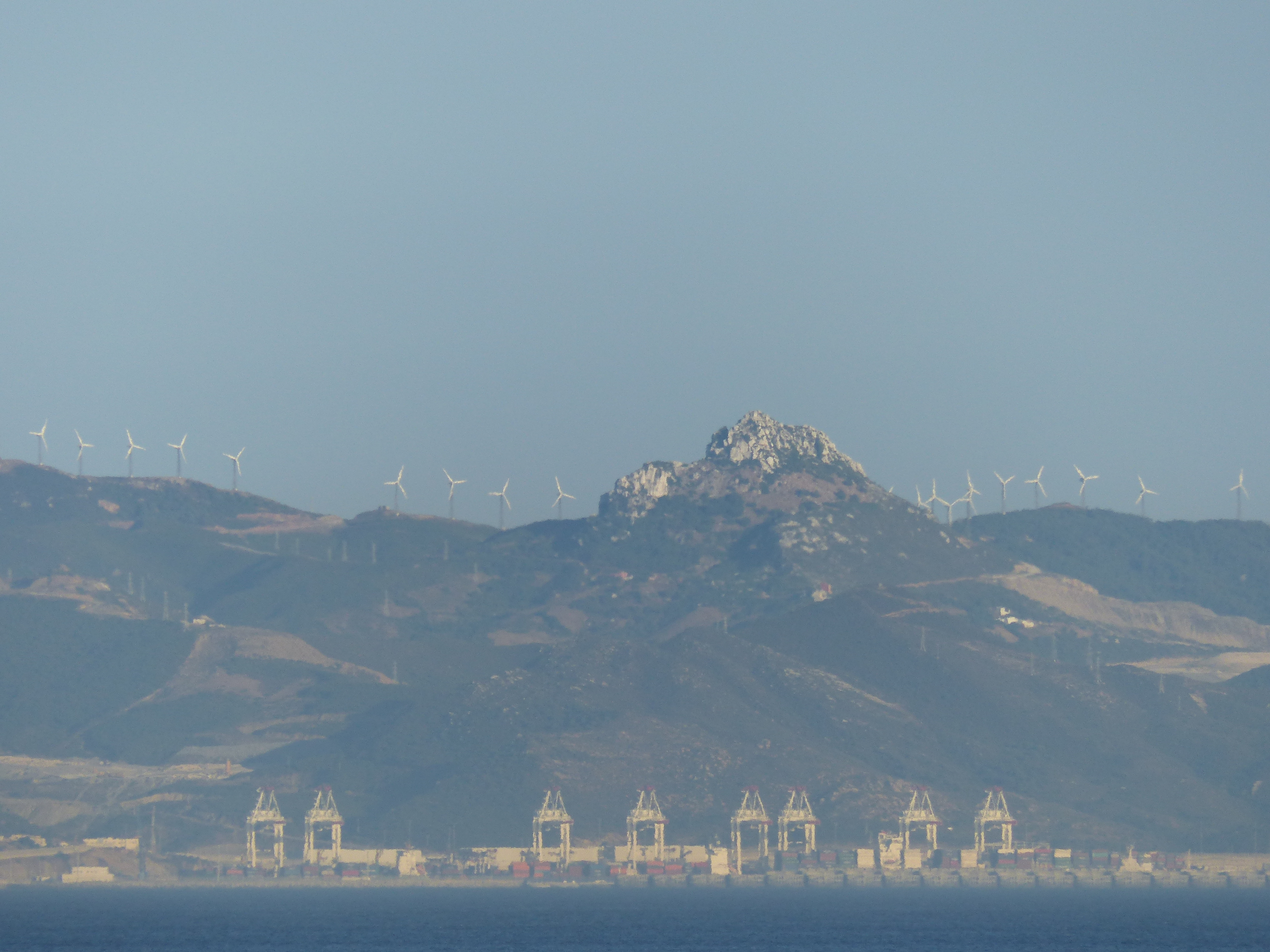
Éoliennes au-dessus de Tanger, 2015.

#### Pression sur les ressources non renouvelables
Le pays a été dépendant à 98 % des énergies fossiles, et a importé de l'électricité de l'Espagne.
En 2014, le secteur de l'énergie au Maroc reste dominé par les énergies fossiles, presque entièrement importées, qui couvrent 88,5 % de la consommation d'énergie primaire du pays (pétrole 61,9 %, charbon 21,3 %, gaz 5,3 %) ; les énergies renouvelables contribuent pour 8,8 % et les importations d'électricité pour 2,7 %.

##### Uranium
Le Maroc dispose de réserves de phosphates estimées à 50 Gt (milliards de tonnes), soit 72 % des réserves mondiales. Ces gisements marocains contiennent environ 6,9 MtU (millions de tonnes d'uranium contenu). Ils pourraient produire environ 1 000 tU/an comme sous-produits du phosphate. Cette ressource d'uranium était utilisée jusqu'aux années 1990 aux États-Unis, puis a été abandonnée pour cause de compétitivité insuffisante, mais la remontée des prix du marché mondial de l'uranium la remet à l'ordre du jour.
L'exploitation de l'uranium contribue au risque nucléaire dans le monde.

#### Énergies renouvelables
De 2016 à 2020, le complexe solaire Noor, une des plus grandes centrales solaires au monde à cette date, est mise en place à Ouarzazate et alentours. L'investissement est de plus de 8 milliards d'euros, et la capacité totale sera de 2 000 MW.
Le Maroc possède en 2016 une capacité éolienne de 787 MW ; c'est la 3e du continent après l'Afrique du Sud et l'Égypte. Le Maroc a été pionnier dans le développement de l'énergie éolienne en Afrique, avec son premier parc éolien inauguré en 2000. Les régions privilégiées sont le nord (Tanger) et le sud (Tarfaya, Laâyoune).

### Gestion de la ressource en eau
Alors que l'eau en surface est peu abondante (les oueds étant les ruisseaux qui coulent dans les vallées et gorges calcaires désertiques), le niveau des nappes phréatiques diminue dangereusement lors des périodes de sécheresse.
On compte 104 grands barrages au Maroc.
En 2023, l'agriculture accapare 89 % de la ressource en eau.
En janvier 2024, après 5 années de sécheresse consécutives, le barrage Al Massira, deuxième plus grand réservoir d’eau du pays, est à sec. la pénurie d’eau, consécutive du réchauffement climatique est aggravée par une surexploitation de ses ressources hydriques. La situation est critique au point de faire peser une menace sérieuse sur l’approvisionnement en eau potable des villages et des villes.

### Pollutions

#### Les émissions de gaz à effet de serre (GES)
Les émissions de CO2 s'élèvent à 1,57 t CO2 par habitant en 2014, correspondant à 35 % de la moyenne mondiale et supérieures de 64 % à la moyenne africaine.

#### La pollution de l'air
Les villes du Maroc sont soumises à une pollution atmosphérique particulaire élevée due au trafic automobile, à lʼindustrialisation, mais également à des apports terrigènes importants, liés à lʼaridité du climat et à la proximité du désert. Si la pollution aux particules fines dépasse les recommandations de l'OMS dans le nord, la situation est plus alarmante dans le sud du pays. Casablanca, Marrakech et Tanger sont en tête des villes les plus polluées du Maroc.

#### La pollution de l'eau
La sélection des principales rivières drainant les plus grands bassins hydrologiques permet d’avoir une représentation équilibrée de la qualité de l'eau dans le pays. Un réseau de mesure efficace est nécessaire pour donner une indication sur la composition de l’eau et les tendances observées dans le temps.  
En raison de l’intérêt croissant accordé à la sauvegarde des ressources naturelles, le Maroc a adopté des systèmes de paramètres physico-chimiques et/ou biologiques conformes à ceux adoptés au niveau international, et ce, pour unifier l’appréciation de la qualité de l’eau et rendre les données échangeables
La connaissance de la qualité d'eau est basée sur la surveillance de nombreux paramètres tels que : 
- Oxygène Dissous, Saturation d'Oxygène, DBO, DCO pour la pollution organique ;
- Azotates et Phosphore pour la pollution par les engrais ;
- Concentration de Métaux pour la pollution industrielle.

Les niveaux suffisants d'oxygène dissous sont une condition pour la diversité de la faune et la flore. 

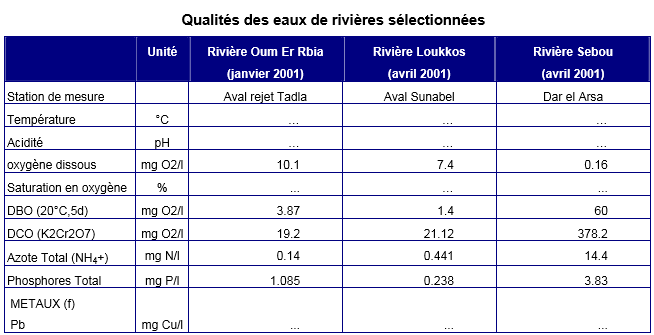

#### La gestion des déchets
Un habitant d'Afrique sub-aharienne génère en moyenne 165 kg de déchets par an et par habitants en 2023 ; mais au Maroc, la production de déchets par habitants est bien supérieur, comme dans les pays du Nord).
La composition des déchets municipaux est fortement conditionnée par les modes de consommation qui reflètent le niveau des revenus des ménages et leur lieu de résidence (urbain/rural).  
La composition des déchets municipaux constitue un élément déterminant en matière d’élaboration des stratégies nationales relatives à la gestion de ce secteur. En 2008, le Maroc a lancé le Plan National des Déchets Ménagers (PNDM), l'objectif de ce plan est de mettre en place des décharges contrôlées dans toutes les communes urbaines du Maroc en 2015.
En 2012, le Maroc était tellement loin de ces objectifs, que les ministères de l’Environnement et de l’Intérieur ont décidé en toute discrétion de repousser l’échéance à 2020.
En 2016, au moins trois décharges ont été achevées et sont opérationnelles à Meknès, Marrakech et Ifrane.
Elles portent à 17 le nombre de décharges contrôlées opérationnelles sur un objectif de 75 fixé à 2020.
Il reste cependant deux grands points noirs dans le paysage urbain : Casablanca et Tanger.
Casablanca produit plus de 1,2 million de tonnes de déchets ménagers par an, tandis que Tanger en produit plus de 300 000 tonnes.

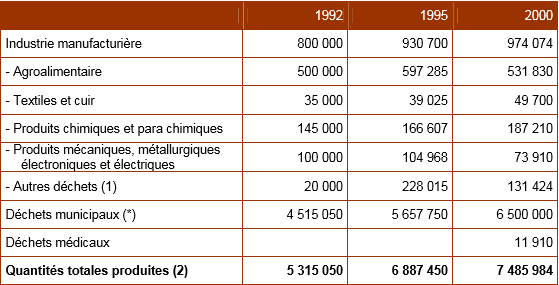
Composition des déchets municipaux (en %) (exemple :Casablanca)

### Impacts de l'urbanisation

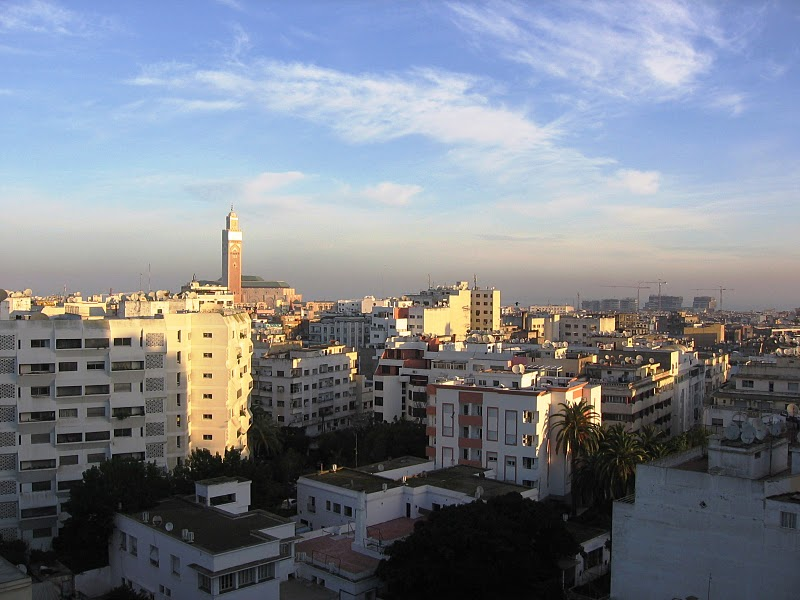
Vue sur Casablanca, plus grande ville et capitale économique du Maroc

#### Une population en croissance continue
La population du pays, estimée à plus de 34 millions d'habitants, a des influences considérables sur l’environnement. Celui-ci est affecté par les pollutions et autres dégradations des milieux, des sols, de l'air et des eaux.  
La diffusion des statistiques de base sur la population et l’urbanisation permet d’assurer une meilleure compréhension des défis environnementaux auxquels le pays devra faire face.
Cette courbe présente la croissance de la population du pays : 
• Population totale : représente toutes les personnes présentes, à un moment donné, sans tenir comptes des non-résidents 
• Taux d’urbanisation : représente la part de la population urbaine dans la population totale

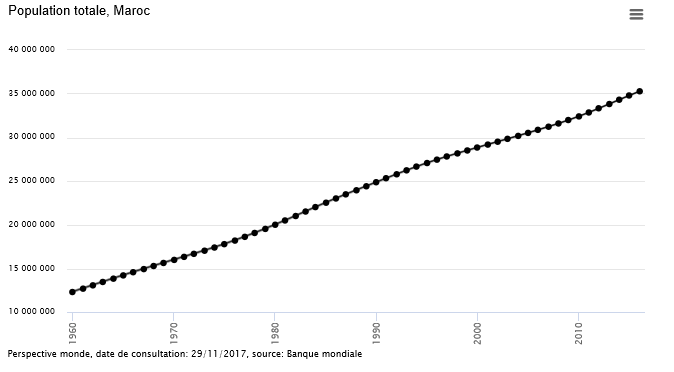

#### Une urbanisation liée au littoral et au tourisme
La côte atlantique concentre les plus grandes agglomérations atteignant les densités les plus élevées. Elle est desservie par un réseau routier et de communication relativement dense, contribuant à l'artificialisation des sols. 
La côte méditerranéenne présente quelques points de haute densité de population, notamment entre Tanger et Tétouan. 
La moitié du sable utilisé chaque année dans la construction au Maroc, soit 10 millions de mètres cubes, est extraite illégalement selon un rapport du Programme des Nations unies pour l'environnement (PNUE) paru en 2019, mettant en danger le littoral. Selon des associations écologistes marocaines, les responsables seraient des entreprises liées à des notables, parlementaires ou militaires à la retraite, disposant de passe-droits. Le sable est prélevé avant tout pour la construction d'infrastructures liées au tourisme.

## L'exposition aux risques
Les plus importants en termes d’impacts potentiels sur le plan humain et économique sont les risques d’inondation, de sécheresse, de tremblement de terre et de tsunami, qui touchent de nombreuses zones du pays. 
- Différents types d’inondation peuvent entrainer des dommages humains importants (47 morts en décembre 2014 dans la région de Guelmim ; plus d’une centaine de morts lors des inondations de l’Ourika en 1995), des dommages économiques conséquents dans les grands centres urbains du pays (Tanger, Casablanca, Agadir), et l’interruption des activités économiques et des infrastructures (1 milliard de Dirhams de dommages lors des inondations du Gharb en 2009 d’après le Ministère de l’Agriculture). Le dérèglement climatique provoque des précipitations plus intenses ; en 2024, des pluies diluviennes font au moins 18 morts dans plusieurs régions.
- Des sécheresses affectent régulièrement le pays, entraînant une perte importante du PIB agricole - qui contribue à hauteur de 15 % du PIB national - et touchant durement les populations rurales qui n’ont parfois d’autre choix que l’exode rural vers les quartiers périphériques des grandes métropoles. En 2020, le manque d'eau assèche certains barrages et contraint des éleveurs à vendre du bétail à bas coût.
- Le risque de tremblement de terre, plus rare, concerne deux parties spécifiques du pays : le Nord en plein développement économique et la région d’Agadir, un des plus grands centres touristiques du pays. Le dernier tremblement de terre d’importance dans le Nord a fait plus de 600 victimes et entrainé la destruction de 12 000 maisons dans la région d’Al Hoceima en 2004.  
- Le risque de tsunami est de probabilité plus faible mais pourrait avoir des conséquences dramatiques sur une large portion de la côte marocaine où se concentrent les populations et les enjeux économiques.  
- Le dérèglement climatique augmente le risque de vagues de chaleur. Le pays a connu cinq vagues de chaleur en 2023, dont un record absolu de 50,4 °C à Agadir en août.
D’autres risques (acridiens, industriels et technologiques par exemple) doivent aussi être considérés dans une approche nationale multirisque qui tirerait profit de la mutualisation des approches, des moyens et des ressources entre les différents risques. Une telle approche serait alors source d’une plus grande efficacité des politiques publiques. La conjugaison de ces divers aléas avec différents facteurs (démographie, urbanisation, globalisation, changement climatique) accroît les impacts potentiels d’événements dommageables. 

## Politique environnementale au Maroc

### Traités internationaux
Le Maroc a été pays hôte de la COP22, conférence internationale ayant pour objectif de contribuer à la mise en œuvre de l'Accord de Paris de 2015 avec la participation de 197 pays.

### Politiques mises en œuvre
Compte tenu des conditions climatiques relativement difficiles (les trois quarts du pays sont arides à semi-arides) et de ses ressources naturelles limitées, le Maroc a toujours été préoccupé par la protection de son environnement. Conscient de l’état de dégradation de ses ressources naturelles, il a adopté une politique environnementale basée essentiellement sur le concept de développement durable. Il entend faire de la protection de l’environnement un facteur du développement économique et social du pays.
- L'objectif est d'atteindre 42 % d'électricité avec des énergies renouvelables d'ici 2020, et 52 % d'ici 2030 (réduction de 32 % des émissions de gaz à effet de serre)[9], notamment grâce à l'énergie solaire du désert.
- Le roi Mohammed VI a signé, en janvier 2020, le programme national d’approvisionnement en eau potable et d’irrigation (PNAEI). Ce programme qui s’étale sur 7 ans (2020-2027) a nécessité une enveloppe budgétaire de 115,4 milliards de dirhams. Il comprend la construction de barrages (61 milliards de dirhams), la préservation des ressources en eau (25,1 milliards de dirhams) et l’augmentation de l’approvisionnement dans les zones rurales (26,9 milliards de dirhams)[13].

### Évaluation environnementale globale
En 2015, l'organisation Global Footprint Network (GFN) indique que le Maroc a un déficit en biocapacité. La production agricole et la consommation de bois sont supérieures aux capacités du pays, et le bilan carbone est négatif avec une empreinte carbone cinq fois supérieur à la capacité forestière d'absorption, qui est très faible.
Le jour du dépassement (date de l’année, calculée par l'ONG américaine Global Footprint Network, à partir de laquelle l’humanité est supposée avoir consommé l’ensemble des ressources que la planète est capable de régénérer en un an) du pays est le 16 décembre.